# Upplands runinskrifter 274
Upplands runinskrifter 274 är ett försvunnet vikingatida runstensfragment som funnits vid Klockargården (Brunnby), Hammarby socken och Upplands Väsby kommun.

## Inskriften
Translitterering av runraden:
[... lit + raisa + stain + þina + eftiʀ + inkialt + sun + sin +]
Normalisering till runsvenska:
... let ræisa stæin þenna æftiʀ Ingiald, sun sinn.
Översättning till nusvenska:
... lät resa denna sten efter Ingjald, sin son.